# Sclerophrys fuliginata
Sclerophrys fuliginata es una especie de anfibios anuros de la familia Bufonidae.

## Distribución geográfica y hábitat
Habita en el sur de la República Democrática del Congo, sudoeste de Tanzania y norte de Zambia. Su hábitat natural incluye bosques tropicales o subtropicales secos y a baja altitud y montanos secos. Está amenazada por la pérdida de su hábitat natural.